# Nguyên tố chu kỳ 7
Chu kỳ nguyên tố 7 là hàng thứ 7 trong bảng tuần hoàn (tiêu chuẩn), giống chu kỳ 6 nó có 32 nguyên tố: 8 trong nhóm chính, 10 ở nhóm phụ và 14 nguyên tố trong nhóm Actini.
| Nhóm           | 1              | 2              | 3     | 4      | 5      | 6      | 7      | 8      | 9      | 10     | 11     | 12     | 13     | 14     | 15     | 16     | 17     | 18     |
|                | 87 Fr          | 88 Ra          | **    | 104 Rf | 105 Db | 106 Sg | 107 Bh | 108 Hs | 109 Mt | 110 Ds | 111 Rg | 112 Cn | 113 Nh | 114 Fl | 115 Mc | 116 Lv | 117 Ts | 118 Og |
| ** Nhóm Actini | ** Nhóm Actini | ** Nhóm Actini | 89 Ac | 90 Th  | 91 Pa  | 92 U   | 93 Np  | 94 Pu  | 95 Am  | 96 Cm  | 97 Bk  | 98 Cf  | 99 Es  | 100 Fm | 101 Md | 102 No | 103 Lr |        |

| Kim loại kiềm | Kim loại kiềm thổ | bgcolor="#FFBFFF" | bgcolor="#FF99CC" \| Nhóm Actini | Kim loại chuyển tiếp |
| Kim loại khác | Á kim             | Phi kim           | Halogen                          | Khí trơ              |